# 赫魯別舒夫縣

赫魯別舒夫縣（波蘭語：Powiat hrubieszowski），是波蘭的縣份，位於該國東部，由盧布林省負責管轄，首府設於赫魯別舒夫，面積1,269平方公里，2006年人口68,822，人口密度每平方公里54人。